# Mili Smith
Mili Smith (Perth, 1 de marzo de 1998) es una deportista británica que compite por Escocia en curling. Es hija del jugador de curling David Smith, y sus hermanos Kyle y Cameron compiten en el mismo deporte.
Participó en los Juegos Olímpicos de Pekín 2022, obteniendo una medalla de oro en la prueba femenina. Ganó una medalla de oro en el Campeonato Europeo de Curling Femenino de 2021.

## Palmarés internacional
| Representando al Reino Unido |                       |                |        |
| Juegos Olímpicos             |                       |                |        |
| Año                          | Lugar                 | Medalla        | Prueba |
| 2022                         | Pekín (China)         | Medalla de oro | Equipo |
| Representando a Escocia      |                       |                |        |
| Campeonato Europeo           |                       |                |        |
| Año                          | Lugar                 | Medalla        | Prueba |
| 2021                         | Lillehammer (Noruega) | Medalla de oro | Equipo |